# Ignacy Poznański

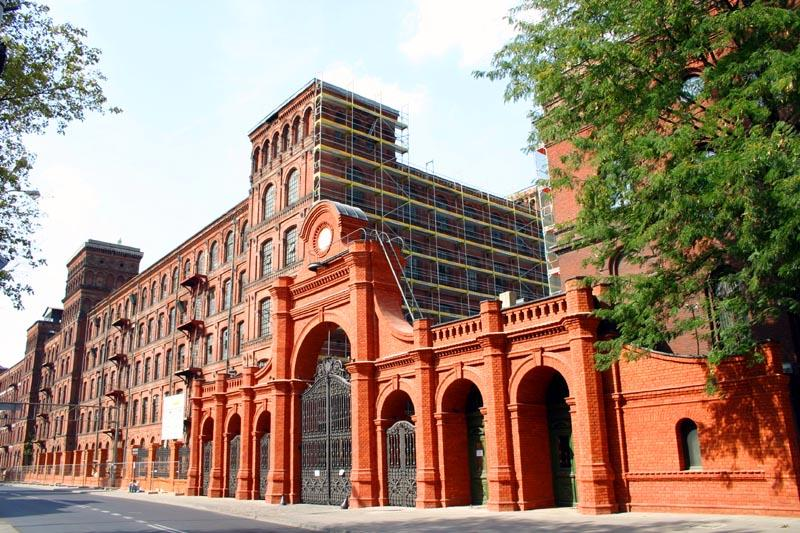
Brama wjazdowa i przyszły czterogwiazdkowy hotel

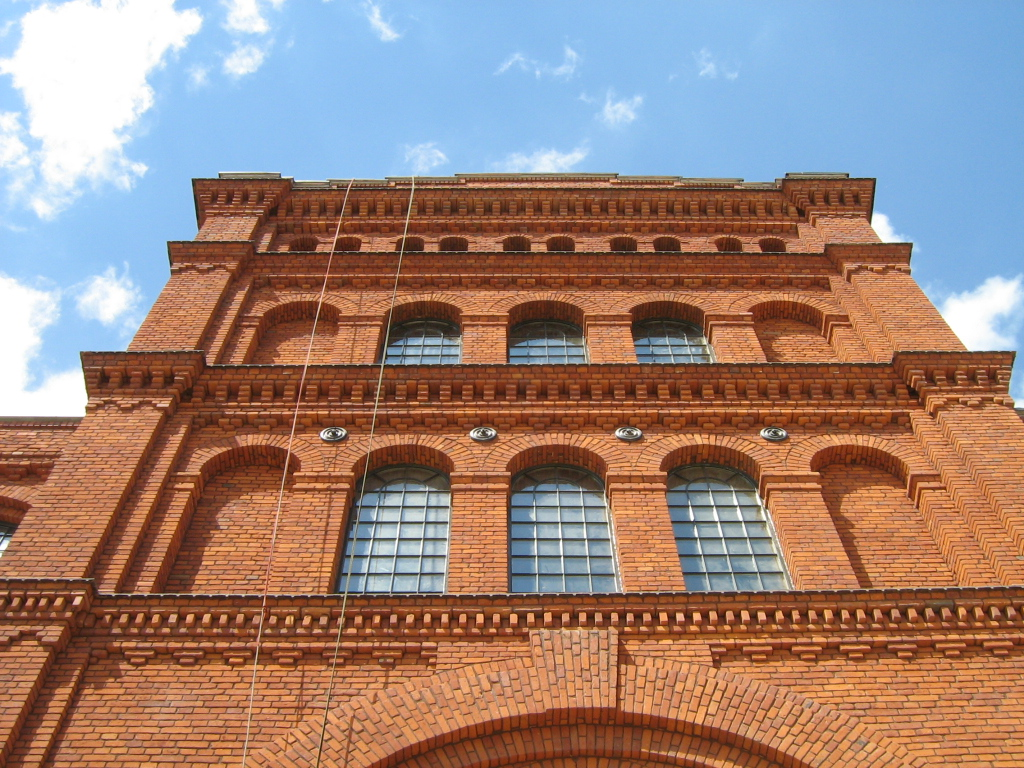
Jeden z odrestaurowanych budynków

Ignacy (Izaak) Poznański (ur. 22 marca 1852 w Warszawie, zm. 15 października 1908 w Paryżu) – przemysłowiec, najstarszy syn Izraela Poznańskiego i Leonii Hertz. Jego żoną była Bela Tykociner (1855-1908), z którą miał trójkę dzieci: Maurycego Ignacego, Alfreda oraz Felicję Romanę.
Ignacy otrzymał wykształcenie domowe, a także ukończył niemieckie gimnazjum realne w Łodzi.

## Działalność
Działalność biznesowa
Po śmierci ojca w 1900 roku, objął stanowisko dyrektora generalnego zakładów – Towarzystwa Akcyjnego Wyrobów Bawełnianych I.K. Poznańskiego. Poza stanowiskiem w rodzinnej firmie, posiadał także wiele udziałów w innych przedsiębiorstwa i instytucjach. Był m.in. akcjonariuszem i członkiem rady nadzorczej Banku Dyskontowego w Warszawie oraz należał do władz Towarzystwa Kredytowego Miejskiego w Łodzi i Łódzkiego Towarzystwa Wzajemnego Kredytu. Właściciel dóbr Wyczerpy Dolne pod Częstochową.
W czasie rewolucji 1905 wspierał postulaty powołania samorządu miejskiego w Królestwie Polskim. W 1906 natomiast w rodzinnych zakładach przy ul. Ogrodowej doszło do buntu robotników. Ignacy Poznański nie zamierzał pertraktować ze zbuntowanymi pracownikami i 22 listopada dokonał lokautu, po czym wyjechał z rodziną do Berlina. W czasie rozmów z przedstawicielami robotników nie osiągnięto porozumienia, ale władze carskie z czasem zaostrzyły przepisy dot. zatrudnienia. Przerwa w produkcji trwała do wiosny 1907.
Działalność filantropijna
Był współtwórcą Łódzkiego Towarzystwa Muzycznego, prezesem Łódzkiego Żydowskiego Towarzystwa Dobroczynności oraz Towarzystwa „Linat ha-Cedek”. Był członkiem zarządu Towarzystwa „Talmud Tora”, a także kuratorem Szpitala im. I. i L. Poznańskich (dzisiaj Samodzielny Publiczny Zakład Opieki Zdrowotnej Uniwersytecki Szpital Kliniczny nr 3 im. dr Seweryna Sterlinga).
W latach 80. XIX w. zadeklarował, razem z Konstadtem, Rosenblattem, Silbersteinem i innymi przemysłowcami, 12 tysięcy rubli na otwarcie szkoły rzemiosł przy Towarzystwie Oświatowym „Talmud Tora”.